# PlayStation Home
PlayStation Home（プレイステーション ホーム、略: PS Home）は、かつてソニー・コンピュータエンタテインメント（略: SCE）がPlayStation Network (PSN) を通じて提供していたPlayStation 3 (PS3) 向けのメタバース。

## 概要
アバターを作成して仮想世界にログインして、リアルタイムコミュニケーション、ショッピングが可能な他、自分に割り当てられた部屋の改装、ゲーム等ができる。3次元コンピュータグラフィックスによってTVを通して、まるで窓から外を覗き込んでいるような風景が作られている。
ログインにはPSNのIDが必要。PS3からPSNにサインアップした後にPS3を再起動すると、XMBのPSN列にPS Homeのアイコンが追加されるのでそこから起動する。
初期状態では最低限の機能しかインストールされておらず、ユーザの行動に応じて必要な機能が追加ダウンロードされるSaaS型サービスとなっている。
利用者同士の交流場所であるホームスクエア（最大64人まで接続可能）に始まり、ゲームスペース、シアター、マーケットプレイス、ホームカフェへと繋がる。ゲームスペースではボウリングやビリヤードなどが楽しめ、アーケードゲームの筐体に向えばビデオゲームが楽しめる。マーケットプレイスではアバターに着せる服やパーソナルスペースに置く家具などを買う事が出来る。他にシアターでは最新ゲームのトレーラーを見ることができる。
悪質なユーザーについてはPS3を機能的にネットワーク上から切断する事が可能で、その場合サブアカウントも使えなくなる。
欧州時間2008年12月11日にクローズドβテストは終了し、全ユーザーに開放された（日本はメンテナンス延長で12日）。日本国外では同日にオープンβを開始とのアナウンスがされ、日本での発表とは異なる。しかし日本版であっても実際にクライアント起動時のタイトル画面にはBETAの表記がある。

## サービス終了
2013年8月30日、アジア諸国での新規コンテンツの配信を終了することが発表された。日本では2013年9月、日本以外のアジア諸国では2014年3月で終了している。さらに、2015年3月末をもって日本及びアジア地域でのサービスを終了することが発表され、2015年3月31日に予定通りサービス終了。4月以降に起動すると終了をアナウンスする表示が出るのみとなった。

## アバター
アバターとはHome内での自分の分身にあたり、ジェスチャーによって決まった動きを与えることも可能。ダンスも出来る。
性別規制は無く、ユーザー本人の実際の性別に関係なくアバターの性別を決められる。外見は写実的で、顔についても顔形、色など調整が可能。ただし結果的にどこか西洋風に限定される。体型もある程度調整できる。女性の場合は顔のメイクについても調整可能。さらにショップで入手した服装やリワードアイテムによる着せ替えもできる。これらの外見は自由にいつでも切り替えられる。9パターンのセーブが可能になっており、そのデータをロードして一斉に変更可能。バージョン1.40より、使わない服飾品を格納できる倉庫が追加された。
台詞の入力はソフトキーボードおよびキーボードなどの外部入力機器で行う。入力した台詞は吹出しで表示されると共に、テキストウィンドウのログにも保持される。
頭上にはユーザーのオンラインIDが表示されている。オンラインネームではないので注意。表示色は設定で選択でき、吹出しの色にも反映される。フレンドの場合はフレンドマークが付く。このアバターラベルと呼ばれるものは設定で表示の有無が切り替え可能。（ただし表示の有無が反映されるのは自分の画面だけで、他人からは常時見える）
他のユーザーのアバターに接触すると、プロフィールやトロフィーの閲覧、フレンド登録やメッセージの送信が可能。
3分間、無操作の場合は離席中表示になり、その状態で一定時間無操作が続くと自動的にログアウトする。

### アバターステータス
バージョン1.40よりステータス表示が追加された。これにより心理的状態や状況などを明示できるようになった。ステータスの状態によっては表情や立っている時のアニメーションに変化を与えるものもある。
- なし
- 楽しい
- 悲しい
- 怒っている
- 分からない
- 取り込み中
- 助けて欲しい
- チャットがしたい
- ゲームがしたい

## チャット
アバター同士で会話が出来るようになっていて、文字入力によるものとマイクを使ったボイスチャットの二通りが可能になっている。文字入力の場合はチャットログだけでなく吹き出しでも表示される。
チャットチャンネルが3つ有りそれぞれメッセージが聞こえる（届く）範囲が決まっている。
- トーク

同じラウンジのすぐ近くの人達に聞こえる。パーソナルスペースやクラブハウス以外はボイスチャット非対応。文字色は白。
- グループ

同じグループに属する人達に聞こえる。ラウンジや距離関係なし。文字色は薄紫。
- クラブ

同じクラブに属する人達に聞こえる。ラウンジや距離関係なし。文字色は緑。
- プライベート

指定したIDのみに聞こえる。ラウンジや距離関係なし。文字色は赤紫。
- アクティビティ

同じミニゲームの参加者に聞こえる。このチャンネルが使えるのは一部の多人数参加ゲームのみ。距離に関係なし。文字は橙色。

## グループ
グループとはバージョン1.40から追加された、最大8人までのプレイヤー集団。特定集団というよりは一時的な集まりに近い。ログアウトするか解散するまで保持される。グループには同時に1つまで参加できる。

### グループリーダー
最初に他人を勧誘してグループを作った人がリーダーになる。王冠のアイコンがアバターラベルに付く。
グループリーダーはメンバーをグループから削除したり、メンバーにリーダーを移譲させることが出来る。
グループリーダーがログアウトした時は残るメンバーの誰かにリーダーが自動的に移る。

## パーソナルスペース
ユーザーごとに割り当てられている個室。手持ちの家具を自由に配置できる。フレンドを招待することも可能。「ベーシック」タイプが無償で割り当てられるが、別荘を購入することもできる。
デフォルトになっているものがホームスクエアにあるパーソナルスペースの建物入り口から入った時に選択される。
| 名称                                   | 説明 |
| -------------------------------------- | --- |
| ベーシック                             | 最初から与えられているデフォルトのパーソナルスペース。ヨットハーバーが一望できる（アップデート後は遠景の車が動くようになった）。全パーソナルスペースの中で唯一壁紙を変えることができる。入室しようとしたインスタンスが満室の場合、自動的にここに飛ばされる。                       |
| サマーハウス                           | 避暑地に作られた暖炉つきパーソナルスペース。自然に囲まれており、テラスからは湖が一望できる。 |
| ログキャビン                           | 木と石で組み立てられたログハウス。暖炉がある2つのリビングとそれをつなぐデッキの構成。デッキからは湖を見ることができる。 |
| ペントハウス                           | 都心の高級マンションの最上階に作られた2階建てパーソナルスペース。テラスからは摩天楼を見ることができる。 |
| 武家屋敷                               | 初の純和風パーソナルスペース。板の間、畳敷きの間、東屋の3部屋構成。中央には鯉が泳ぐ日本庭園も。 |
| ミュージカリティー・クラブ             | クラブのステージをイメージしたパーソナルスペース。最大4人のフレンドとともに演奏ゲームを使ってセッションをすることができる。また、ジャンルを増やすには別売りのTシャツを買う必要がある。                                                                                             |
| 海賊船ガレオン                         | 海賊船に改造されたガレオン船と船着き場があるパーソナルスペース。船の大砲を使ってリワードがもらえるゲーム（海賊船を沈めるもの）に挑戦できる。 |
| ヴィサリの謁見室                       | 『KILLZONE 2』をモチーフにしたパーソナルスペース。玉座が似合う上部スペースと広い下部スペースの構成。 |
| MotorStorm Monument Valley Camp        | 『MotorStorm 〜モーターストーム〜』をモチーフにしたパーソナルスペース。完全な屋外スペースで、眼下には『MotorStorm』のコースが見える。 |
| ラチェット&クランク：おウチがイチバン! | 『ラチェット&クランク FUTURE2』をモチーフにしたパーソナルスペース。3階建てで3階は展望台。2階には4つの小部屋。1階からは星々を眺めることが出来る。 |
| ロコアイランド                         | 『LocoRoco』をモチーフにしたパーソナルスペース。南の島のツリーハウスをイメージした作り。一緒に住んでいるロコロコ達と遊ぶこともでき、遊ぶともらえる「ピコリ」でグレードアップも可能（家具の設置に制限が発生するが、エレベーターを設置する事で滑り台つきデッキに行くことが出来る）。 |
| エデン・聖府代表展望室                 | 『ファイナルファンタジーXIII』をモチーフにしたパーソナルスペース。ゲーム内にも登場する展望室をイメージした部屋。眼下にはエデンの一部を見下ろすことが出来る。他のパーソナルスペースと比べるとやや小さめ。『FFXIII』発売を記念して期間限定で無料配布されていた。                     |
| トロのおうち                           | 『まいにちいっしょ』時代のトロのおうちをイメージしたパーソナルスペース。部屋内部はもちろん、玄関やトイレ、本家では出て来なかったキッチンまで正確に再現されている。窓からは時折トロ・クロが覗きに来ることがある。                                                                   |
| MotorStorm 2 Camp                      | 『MotorStorm2』をイメージしたパーソナルスペース。『MortoeStorm2』の舞台となる地域にある海岸に設営されたキャンプサイトをイメージした造り。前方の海には多数の船が、後方にはジャングルと火山が聳え立つ。                                                                              |
| リトルビッグプラネット ポッドハウス    | 『リトルビッグプラネット』のポッドをイメージしたパーソナルスペース。本家同様ダンボール製。ポッドを回転して風景を変えることもできる。リビッツの下をくぐると壁紙クリエイターのミニゲームが遊べる。                                                                                   |
| Sodium One Salt Shooter                | Sodiumラウンジの目玉、襲い掛かる敵タンク群をホバー戦闘機を使い撃破していく。ラウンジに入ると自動的に取得（無料）となる。また、パーソナルスペースではあるが、家具は一切置けない。一定以上のレベルをプレーするには別途アイテムの購入が必要となる。                                   |
| ドルフィールーム                       | ハドソンゲートにて行われるドルフィーレースにて出走させるドルフィーを育てることができるパーソナルスペース。ステータスを伸ばしたり、外観を変えることができる。ドルフィーレースにて一定の成績を収めるとデコレーションの種類が増える。                                                 |
| ゴーストバスターズ 消防署 撮影現場     | 映画『ゴーストバスターズ』の本拠地である消防署をモチーフにしたパーソナルスペース。映画がモチーフとなるパーソナルスペースは初。地上2階、地下1階建てでギミック・ミニゲーム付き、さらに、通常は別売りの家具類もセットで付いてくる。地価にはゴーストもいる。                           |
| 兵舎 レーヴン                          | 『MAG』に登場する3勢力の兵舎をモチーフとしたスペース。どの基地も3階建ての監視塔と基地がつくが、ギミックなどがそれぞれ異なる。各ラウンジにはそれぞれの勢力のテーマ曲をかけることができるラジオが設置されている。                                                                    |
| 兵舎 ベイラー                          | 『MAG』に登場する3勢力の兵舎をモチーフとしたスペース。どの基地も3階建ての監視塔と基地がつくが、ギミックなどがそれぞれ異なる。各ラウンジにはそれぞれの勢力のテーマ曲をかけることができるラジオが設置されている。                                                                    |
| 兵舎 セイバー                          | 『MAG』に登場する3勢力の兵舎をモチーフとしたスペース。どの基地も3階建ての監視塔と基地がつくが、ギミックなどがそれぞれ異なる。各ラウンジにはそれぞれの勢力のテーマ曲をかけることができるラジオが設置されている。                                                                    |
| Assassin's Creedパーソナルスペース     | 『アサシン クリード II』の世界観をイメージしたパーソナルスペース。1階には舞台となるヴェネツィアにちなみ船着き場があり、中庭を抜けた2階の邸宅の天井にはルネサンス時代のフレスコ画が描かれている。                                                                                   |
| 癒しのレイクハウス                     | 森と湖、湖畔に佇む家をイメージしたパーソナルスペース。2階建てで1階にはキッチンもある。渡り鳥が夕日の中を飛んでいく。 |
| PC原人式住居                           | ハドソンの『原人シリーズ』をモチーフにしたパーソナルスペース。木と石で作られた原始的2階建て住居。家の近くにある川に潜るとPC原人式住居でしか置けない家具が手に入る。 |
| ダーラの部屋                           | 移動遊園地の1スペースをモチーフにしたパーソナルスペース。アメリカン・カーニバルで獲得した成績により設備が拡張される。また、拡張アイテムを買うと移動可能範囲が広がる。アメリカン・カーニバルに入ると取得（無料）。                                                                  |
| キュービックレジデンス                 | ホームスクエアから見えるパーソナルスペース塔をイメージしたラウンジ。部屋には日本家屋と西洋家屋をミックスさせたデザイナーズマンション風スペース。PlayStation Network個人情報流出事件を発端としたPSN停止に伴うお詫びとして騒動前にアカウントを作っていたユーザー全員に無料で配布。   |
| オーロラ島                             | nDreamsのイメージパーソナルスペース。天空に浮かぶオーロラ島の一つがモチーフ。nDreamsの経験値を稼ぐことができるゲームをプレーできる。 |
| Blaster's Paradise                     | Sodiumシリーズのパーソナルスペース。入り江に作られた秘密基地がモチーフ。Solt Shooterのミニチュア版ゲームをプレーすることができる。 |
| 私だけの隠れ家                         | 南の島の隠れ家ラウンジ内に建設されたログハウス。 |
| 江戸長屋                               | 江戸時代の長屋を再現したパーソナルスペース。 |
| ノーバス・プライムの士官棟             | ノーバス・プライムのパーソナルスペース。無重力体験可能。 |
| Ansada Fone アパートメント             | 2Dライクなパーソナルスペース。ミニゲーム有り。 |
| 化石博物館                             | 南の島の隠れ家ラウンジのミニゲーム化石掘りで手に入れた化石が展示される博物館。 |
| ドリーム・ヨット                       | 海に浮かぶ豪華なヨット。家具付き。 |
| おんぼろアパート・第2すきま荘          | ネオンがしみる繁華街ラウンジのおんぼろ四畳半アパート。ラウンジ内でのみ購入可能。 |
| Blueprint:Home                         | 自分で一から設計可能なパーソナルスペース。 |
| ふたりだけの熱い砂浜                   | ラウンジ・もうひとつの砂浜をアレンジしたパーソナルスペース。 |

## ラウンジ
ラウンジとは空間単位の名称で、Home内には幾つかのラウンジが用意されている。

### Homeラウンジ
Homeにおける中心的な公共ラウンジ群。
| 名称               | 説明 |
| ------------------ | --- |
| ホームスクエア     | Homeの中心エリア。海側にはテラスも設置されている。各Homeラウンジ・イベントラウンジに行き来することができる。ホームスクエア自体も数多くのイベントが開催されている。アップデートによりスクリーン数が減った。 |
| ゲームスペース     | Home内のゲーム施設。ボウリングのレーンやダーツ 台、ビリヤード 台、各種ゲーム筐体が設置されている。 NAMCOの筐体が並んだナムコスペースもある。こちらはナムコミュージアムBETAまたはナムコミュージアム.commのインストールが必要。 |
| シアター           | プロモーションムービーなどを上映している映画館。 4スクリーンのマルチプレックスで座席はペアシートの複数配置になっている。 |
| ホームカフェ       | イベントが開催できるカフェ風施設。後述のファミ通カフェが好評だったため、2009年6月18日から「ミュージックカフェ」としてリニューアルオープン。1階ではディスコ風セットで踊ることが出来る。2階ではVIP席風の空間となっており、改装前はソニー製品の展示とアンケート。改装後はガラス張りのギャラリースペースとなり、ユーザーが投稿した写真が展示されている。 時折本物の歌手によるイベントが開催されており、YUIや伊藤由奈、ボーカロイドの初音ミクや鏡音リン・レンがライブを行ったこともある。 |
| マーケットプレイス | アバター用の服飾品、家具、別荘などHomeアイテムを売っているショッピングセンター。 Threads:服飾品 Deco:家具、装飾品 Estates:別荘のパーソナルスペース Stuff:ポータブルアイテム |

### 特設ラウンジ
ナビゲーター経由で別のラウンジ群に移動できる。また、Home内で独自のラウンジを公開している企業も多数いる。一部ラウンジには年齢制限がかけられており、対象となるラウンジは背景色を変えている。（CEROの基準に倣い12歳以上は緑、15歳以上は青、17歳以上はオレンジ、18歳以上は赤とする。）すでに公開が終了したラウンジは斜体表記とする。また、EAの全ラウンジは現在一時撤去中。
| メーカー名                             | ラウンジ名                              | 概要 |
| -------------------------------------- | --------------------------------------- | --- |
| ソニー・コンピュータエンタテインメント | みんGOLラウンジ                         | 『みんなのGOLF』のファンのためのラウンジ。『みんなのGOLF5』を起動させることが出来る。 |
| ソニー・コンピュータエンタテインメント | SIRENラウンジ                           | エントランスと病棟内部（病棟の名称は「どうあがいても絶望病棟」）の2ラウンジ。エントランスでは指定の時間に屍人が現れる。病棟内部ではゲーム内に登場する犀賀医院をモチーフにした脱出ゲームに挑戦できる。 |
| ソニー・コンピュータエンタテインメント | SOCOM：戦術司令部                       | 『SOCOM:CONFRONTATION』の戦術司令部を模したラウンジ。投影マップでの作戦プレゼンや、『SOCOM:CONFRONTATION』の世界ランキングが掲示されている。PCにはゲームの設定に関する情報もある。 |
| ソニー・コンピュータエンタテインメント | Resistanceステーション                  | 『Resistance』をテーマにしたラウンジ。シューティングのミニゲームもある。 |
| ソニー・コンピュータエンタテインメント | ラチェット&クランク®:タイムトラベラーズ | 『ラチェット&クランクFUTURE2』のガラクトロン本社を模したラウンジ。本社内では探し物ゲームを、ラウンジを移動して行くことができる射撃練習場ではシューティングゲームに挑める。練習場は難易度別に3つに分かれており、タイムマシーンを利用して移動する。 |
| ソニー・コンピュータエンタテインメント | ムイムイ客船                            | 『LocoRoco』をテーマにしたラウンジ。ロコアイランド近海に停泊している船の上で、ロコアイランドの案内や家具の展示、ロコアイランドで遊ぶことが出来るロコリバーシの対人戦ができる。ここで獲得したピコリはロコアイランドと相互利用でき、ロコアイランドの発展に使えるほか、ムイムイ客船で限定アイテムの購入やドミンゴレースへの賭け金に使える。 |
| ソニー・コンピュータエンタテインメント | 週刊トロ・ステーションラウンジ          | 週刊トロ・ステーションにてトロが暮らす町をイメージしたラウンジ。週トロ用の新居や一般会員用の空き地、まいいつ時代の家や「小料理屋九八〇円」などトロステに出てくる施設が建てられている。設置されている自動販売機からは週トロのダウンロードやカスタムテーマの購入ができ、空き地のテレビさんからは週トロを起動することができる。新居の前ではポケピと撮影可能。毎時00分にはポケピと鴨のパレードが行われる。 |
| ソニー・コンピュータエンタテインメント | MotorStorm Carrier                      | 『MotorStorm2』をテーマにしたラウンジ。「パシフィックリフト」近海に停泊しているパーティー開催中の空母内ラウンジで、パーティーのBGMや演出装置などをいじくることもできる（反映されるのは自分のみ）。ミニゲーム「トレジャーハント」「LUNATIC LAUNCHER」もある。 |
| ソニー・コンピュータエンタテインメント | リトルビッグプラネット プレイグラウンド | 『リトルビッグプラネット』をテーマにしたラウンジ。LBPらしく、地面はダンボールやスポンジで作られている。ガーデンエリア、ウエディングエリア、キャニオンエリアに分かれており、各ステージの世界観を見ることができる。ラウンジ内ではカメラ機能を使用したミニゲームに挑戦できる。ラウンジを移動してプレイできる壁紙クリエイターでは他のプレイヤーと協力してPS3の壁紙を作ることができ、同様に移動してプレイできるリトルビッグダービーではペイントガンを使った対戦シューティングが楽しめる。                                       |
| ソニー・コンピュータエンタテインメント | ドラゴンズグリーン                      | ドラゴン住まう森の中に作られたパターゴルフ場。ギミックが多数配置されたパターゴルフをプレーできる。通常は体験版として3ホールまでプレー可能。9ホールフルでプレーするには別途解禁チケットを購入する必要がある。 |
| ソニー・コンピュータエンタテインメント | ファミ通カフェ                          | 2008年9月26日から2009年4月9日までの限定オープン。ファミ通編集部を模したカフェラウンジ。 |
| ソニー・コンピュータエンタテインメント | TGSラウンジ                             | 2008年10月9日 - 12月3日の期間限定で、東京ゲームショウ2008のSCEブースを再現したラウンジ。 |
| SONY                                   | FevaArena（フィバアリーナ）入口         | フットボールスタジアム「FevaArena」の入口。SONYが協賛しているFIFAワールドカップ南アフリカ大会ということで、SONYのサッカー普及への取り組みが紹介されていた。 |
| SONY                                   | FevaArena（フィバアリーナ）ピッチ       | 「FevaArena」内部の観客席とフィールドエリア。ピッチには降りることができ、実際にフィールドを走ったりベンチに座ることもできた。正面には36:9の超大画面スクリーンが備え付けられていた。後にキックターゲットを模した「Feva Shoot」が設置される。ワールドカップ中には「Feva Simulation」として試合シミュレーションによるトトカルチョが行われていた。行動することが出来る範囲としては全ラウンジ中最大。 |
| SONY                                   | Sony Aquarium VR 黒潮の海               | 沖縄美ら海水族館とSONYのコラボラウンジ。美ら海水族館の目玉である「黒潮の海」水槽を水族館監修の元再現。水槽に潜って魚を写真撮影できたり、写真撮影で獲得したポイントでガチャガチャに挑戦でき、運が良ければ実物大お魚フィギュアを手に入れることができる。 |
| バンダイナムコゲームス                 | キャロットNBGI                          | ナムコのゲームセンターをイメージしたラウンジ。相性占いやナムコミュージアムBETAやナムコミュージアム.commがプレイできる（その各ソフトどちらかのインストールが必要）。 また、『アイドルマスターSP』仕様の自販機が設置されており、ルーレットでリワードアイテムを取得することができる。その中の一つ、天海春香のお面は「ほめ春香さん」という呼称がある。また、ラウンジに設けられた入口からは「プレイマックスNBGI」に行くことができ、リッジレーサー』の実物大レーシングカーや『アイドルマスターSP』仕様の自販機が設置されている。 |
| バンダイナムコゲームス                 | 「鉄拳6」 三島ビル：娯楽フロア          | 『鉄拳6』の三島ビルをモチーフにしたラウンジ。アーケード版鉄拳筺体（『鉄拳6』を持っていれば起動させることが出来る）やリワードがもらえるトレーニングジム。コスチュームが買えるストアがある。 |
| バンダイナムコゲームス                 | アイドルマスターSP プレミアムステージ   | 2010年1月28日から2月8日までの期間限定オープン。所定の時間に春香・千早・雪歩がライブを行う。お店ではオタ芸師風衣装が買え、着た状態でライブを鑑賞してダンスするとライブに特殊効果が表れる。 |
| バンダイナムコゲームス                 | マクロスF プレミアムステージ            | 劇場版 マクロスF 虚空歌姫 〜イツワリノウタヒメ〜に登場したライブ会場を模したラウンジ。ライブの応援練習が行われた後、シェリル・ランカのバーチャルライブが開催された。 |
| アイレムソフトウェアエンジニアリング   | アイレム広場                            | お祭り開催中の広場。射的、金魚すくいといった露店があり、店の人に話しかけるとアイテムをもらう事が出来た。お店ではアイレムグッズも購入可能だった。坂道を上ると、街と海、花火を一望できる（夏場はさらに豪華に）。アップデートにより公民館が設置され、下記の疑似結婚式（神前式）もできるようになった。イベントも多数開催され、元日・エイプリルフール・クリスマスには必ず変化が現れた。 |
| アイレムソフトウェアエンジニアリング   | 洞窟探険家が集う場所                    | 『みんなでスペランカー』をイメージしたラウンジ。洞窟の入り口を模しており、『みんなでスペランカー』の購入・ゲームセッションが組めた。 |
| アイレムソフトウェアエンジニアリング   | コウモリ啼く採掘場跡                    | 『みんなでスペランカー』の洞窟内部を模したラウンジ。ワールドマップに出ないが「洞窟探険家が集う場所」から入れた。2010年のエイプリルフールでは通常よりも暗い状態（みんなでスペランカーブラック仕様）で冒険し、アイテムやトラップも限定版になっていた。 |
| アイレムソフトウェアエンジニアリング   | 思い出のあの海岸                        | 砂浜や水着を売っていたショップがある海岸ラウンジ。海に潜っての宝探しや、アップデートにより実装された結婚式場で擬似結婚式も出来た。 |
| アイレムソフトウェアエンジニアリング   | 閃光煌く宇宙空間                        | 『R-TYPE』に登場する宇宙戦闘艦をイメージしたラウンジ。戦闘機に乗り込んでシューティングゲームに挑戦できた。また、ストアではパーソナルスペース用フィギュアとゲームアーカイブスから過去のR-TYPEとPSP用R-TYPEを購入することが出来た。また、別途宇宙服を購入することにより宇宙空間で疑似結婚式を挙げることができた。 |
| アイレムソフトウェアエンジニアリング   | 銀玉人情商店街                          | 商店街をイメージした三洋物産との共同ラウンジ。歩道ではラジオから音楽が流れるが、一歩「パーラー パチパラ」に入ると軍艦マーチが大音量で鳴り響く。店内ではパチパラのソフトを持っていればマッチングも可能。商店街の洋品店ではパチンコ店員の制服や洋品店ぽい服が買えた。パチンコ店内ではアイレムが販売したパチンコソフトソフトが買える。 |
| アイレムソフトウェアエンジニアリング   | ゲ・キトー草原                          | 2010年のエイプリルフールのために1日限定でオープンしたラウンジ。スケルトン兵士やサイクロプスの攻撃をかわし、城内へと侵入する。5月20日から「真ゲ・キトー草原」として再オープン。イベント時に手に入れた装備・アイテムを使い、再び魔物の討伐に挑むことができた。 |
| アイレムソフトウェアエンジニアリング   | 合戦場の茶屋にて待つ                    | 『不如帰』をテーマにしたラウンジ。砂浜で行われる合戦場の中を歩けるラウンジだが、裏側を見ると…。茶屋では不如帰シリーズをダウンロード購入できた。 |
| アイレムソフトウェアエンジニアリング   | アイレム本社ビル?                       | アイレムの本社を模したラウンジ。アイレム広場同様夏祭りを開催中だが、何かがおかしい…。ある場所を調べると秘密の場所に行くことができた。入るためには2010クリスマスイベントにおいてアイレムのプレゼントを受け取っている必要があった。 |
| アイレムソフトウェアエンジニアリング   | どきどきの学園生活                      | エイプリルフールネタがベースとなったどきどきすいこでんをイメージしたラウンジ。学校の1フロア2教室という構成で黒板にはどきどきすいこでんのキャラが描かれていた。購買部では学生風衣装やゲームを購入できた。 |
| アイレムソフトウェアエンジニアリング   | 魔王ウソツッキンの居城・内部            | 同じく2010年のエイプリルフール限定ラウンジ。トラップや敵をかいくぐり、魔王ウソツッキンとの最終決戦に挑む。 |
| カプコン                               | バイオ5 撮影スタジオ                    | 『バイオハザード5』の戦場のロケ地。宝探しゲームができる。奥の建物には『バイオハザード5』ユーザーしか入れない資料室がある。 |
| カプコン                               | ストIV S.I.N.の秘密基地                 | 『STREET FIGHTER IV』のS.I.N.の秘密基地。『STREET FIGHTER IV』の衣装でジェスチャーすると、そのキャラ独自の技を出したりする。『STREET FIGHTER IV』の対戦者を募ることも可能。 |
| カプコン                               | カプコン號                              | カプコンのブランドラウンジ。飛行船「カプコン號」内を移動でき、受付や最新トレーラーを見られるシアターと船首に行くことができる1階、ミニゲーム・ゲームマッチング・ショッピングができる2階、クイズゲームがある屋外スペース（屋上）のメイン3エリア+サブ数エリアに分かれたラウンジ。複合体では総床面積最大。一部ラウンジに年齢制限有（例:モンスターハンター ポータブルマッチングラウンジ、PS3・レーティングZシアターなど） |
| 日本一ソフトウェア                     | 魔立邪悪学園                            | 『魔界戦記ディスガイア3』の魔立邪悪学園。ディスガイア検定やショップがある。アップデートによりラウンジ内通貨「ヘル」が導入され、ゲームで好成績を残したり、プリニーレースを的中すると貯まっていき、リワードと交換することができるようになる。 |
| 日本一ソフトウェア                     | マオの部屋                              | 『魔界戦記ディスガイア3』のマオの部屋。ミニゲーム（魔界大富豪とディスガイア3ブロック）がある。 |
| 日本一ソフトウェア                     | 魔界戦記ディスガイア4ラウンジ           | 『魔界戦記ディスガイア4』の発売に伴い、上記2ラウンジを統合・再編成したラウンジ。舞台となる地獄のような真っ赤な溶岩の上に作られたラウンジ。ディスガイア3と同じゲーム・ショップに加え、新ゲームとして「地獄七並べ」が登場。 |
| キュー・ゲームス                       | PixelJunkミュージアム                   | PixelJunkシリーズの博物館ラウンジ。「レーサーズ」の車、「モンスターズ」のタワー、「エデン」の世界観を表すパネルがある。 また、ラウンジに設けられた入口から「PixelJunkシューター マザーシップハンガーデッキ」に移動でき、舞台となる「アポキスプライム」を望むことができる。 TGS2009期間中は特設ブースも再現して設置されていた。 |
| エレクトロニック・アーツ               | EA SPORTS Poker I                       | ポーカーの一種であるテキサスホールデム初級者用テーブルがあり、最大8人の対戦を行う事が出来る。 |
| エレクトロニック・アーツ               | EA SPORTS Poker II                      | テキサスホールデムの中・上級者テーブルがある。プレーするためには初級テーブルで一定の成績を残す必要がある。 |
| エレクトロニック・アーツ               | EA SPORTS Racing Complex                | ラジコンレース場があり、ラジコンカーを操作し最大4人までのレースをすることができる。 |
| エレクトロニック・アーツ               | EA SPORTS Golf Complex                  | ゴルフ練習場があり、打ちっぱなしの練習をすることが出来る。 |
| エレクトロニック・アーツ               | EA SPORTS Club Fight Night              | 会員制クラブを模したラウンジ。DJを体験できるゲームをすることが出来る。 |
| コーエーテクモゲームス                 | 「真・三國無双Online」回廊              | 『真・三國無双Online』に登場する回廊をイメージしたラウンジ。中央の龍の噴水には、ふちに座った位置により中に入ることが出来る。 |
| コーエーテクモゲームス                 | 「信長の野望 Online」戦国の城           | 『信長の野望Online』に登場する城をイメージしたラウンジ。天守閣を望むことができる。 |
| コーエーテクモゲームス                 | 「大航海時代 Online」酒場               | 『大航海時代Online』に登場する酒場をイメージしたラウンジ。ラウンジ内のショップでは大航海時代Onlineの体験版をダウンロードすることができる。 |
| Red Bull                               | Red Bull illume                         | 『Red BuLL』の船着き場風エントランスラウンジ。ジュークボックスが設置されており、リクエストしたBGMを流すことができた。 |
| Red Bull                               | Red Bull Air Race                       | Red Bull主催のエアレース「レッドブル・エアレース・ワールドシリーズ」をモチーフにしたラウンジ。海岸にて実際と同じ飛行機を使い、Homeオリジナルコースにてエアレースを体験できた。 |
| Red Bull                               | Red BulL Beach                          | 浜辺のラウンジ。Red Bull主催の人力飛行機コンテスト「Red Bull Flagtag」をテーマにしており、Flagtagを再現したゲームに挑めた。 |
| Sodium                                 | Sodium Hub                              | Homeとは独立した世界観を持つ世界「Sodium」をテーマにしたラウンジ。機械のサソリを踏み潰すサソリストンプやバーテンダー・カスタマーとなってドリンクを注文・作成するミニゲームを楽しむことができる。また、獲得したクレジットを使い、限定アイテムを購入することもできる。一定のライン以上楽しむ場合は別途アイテムの購入が必要。 |
| Sodium                                 | Sodium one Tank Trainer                 | Sodium One Salt Shooterの練習ラウンジ。練習機相手にサバイバルチャレンジをすることができる。 |
| Sodium                                 | Sodium2                                 | Sodiumシリーズ第2弾。時速1500km以上を出す「Sodium2レーサー」に乗り、レースを行うことができる。また、他の人とマルチプレイも可能。獲得したクレジットは全Sodium共通となっている。基本プレーは無料だが、機体アップグレードを早く行う場合は有料となっている。 |
| ハドソン                               | ハドソンゲート                          | ハドソンのブランドラウンジ。新作の紹介の他、仮想ペット「ドルフィー」を使ったドルフィーレースが開催されている。 |
| ハドソン                               | ボンバードーム                          | ハドソンの看板ゲームボンバーマンをアレンジしたゲーム「サバイバルボンバー」に挑戦できる。 |
| ハドソン                               | ハドソンシアター                        | ハドソンのゲームに関連するムービーを見ることができる。 |
| ハドソン                               | エレメンタルモンスターラウンジ          | エレメンタルモンスター -ONLINE CARD GAME-をテーマにしたラウンジ。博物館を模しており、オンライン対戦のマッチングを募ることができる。 |
| ユービーアイソフト                     | アブスターゴ・ラボ                      | 『アサシンクリード』に登場するアブスターゴ社内をイメージしたラウンジ。アサシン対テンプル騎士団の戦いをイメージした対戦型タワーディフェンスゲームに挑戦できる。また、特殊能力「タカの眼」を使用したゲームをクリアすると、アサシンクリードIIの設定資料や開発スタッフのブログを見られる「アサシンの隠れ家」に行くことができる。 |
| フロム・ソフトウェア                   | ドットニア城                            | 『3Dドットゲームヒーローズ』の舞台「ドットニア城」をイメージした2階建てラウンジ。当然のことながら全てドットで作られている。城内の人と話せるほか、3Dドットゲームヒーローズをプレーした人しかもらえないリワードがもらえるゲームに挑戦できる。また、製作協力したアイレムの「洞窟探検家が集う場所」へ行けるワープもある。ちなみにラウンジ内ではどっちを嫁にするかで非常に迷うゲームのパロディも存在する。 |
| Mass Media Games                       | アメリカン・カーニバル                  | 移動遊園地をモチーフとしたラウンジ。ラウンジ内にはゲームが存在しており有料チケットで挑戦可能。また、5分に1回、1つのゲームのみが無料、15分ごとに1分間だけ指定の1ゲームが無料。なお、このラウンジは2つ存在しており、種類の違うゲームが10ゲーム×2ラウンジの20ゲーム設置されている。 |
| 照英王国                               | 王立映写室                              | 照英がPS Homeユーザーと触れ合う企画「照英王国」の特設シアターラウンジ。最新回と1回前の映像を見ることができる。 |
| nDreams                                | nDreams:オーロラ                        | 天空に浮かぶ「オーロラ」と呼ばれる島々を舞台にしたラウンジ。ゲームに挑戦し獲得した経験値によってリワードを獲得できる。 |
| nDreams                                | nRage                                   | nDreams専用ショッピングラウンジ。 |
| グランゼーラ                           | 南の島の隠れ家                          | 漂着先の無人島をイメージしたラウンジ。海上バイクレースや海中お宝探しに挑戦できる。パーソナルスペース「私だけの隠れ家」を購入しないと行けない場所がある。 |
| グランゼーラ                           | 大江戸・大商店と長屋                    | 大江戸の商店街をイメージしたラウンジ。銭湯があったり、吹き矢や金魚すくいで遊べる。 |
| グランゼーラ                           | 大江戸・モノノケ退治                    | 「大江戸・大商店と長屋」から移動できる、モノノケ達が徘徊する「もう一つの江戸の町」。与えられた課題に沿ってモノノケを退治する事で「魂」と「金子」が貰える。グループを作る事で団体戦も可能。 |
| O-Two inc.                             | peakvox labs                            | O-Two inc.の自社ブランド「peakvox」の極秘研究所をイメージしたラウンジ。peakvoxブランドのゲームを遊ぶことができる。24時間につき1回無料、それ以上は別途チケットの購入が必要となる。 |
| 日本コカ・コーラ                       | ジョージア ブレイクステーション         | ジョージアのキャンペーンラウンジ。喫茶店の造りになっており、ジョージアのキャンペーンで獲得したリワードを受け取れる。2009年9月7日から12月7日までの期間限定公開。 |
| LIAR GAME                              | LIAR GAMEラウンジ                       | 映画「LIAR GAME ザ・ファイナルステージ」公開を記念したラウンジ。本編にも登場する「エデンの園」をイメージした造り。リワードを賭けてゲームに挑戦できた（前期は「不平等な多数決ゲーム」、後期は「嘘つき達の少数決ゲーム」）。 |

### グローバルラウンジ
グローバルラウンジでは日本以外の海外Homeユーザーとラウンジが共通となっており、海外ユーザーと触れ合うことができる。なお、テキストチャットは発言したユーザーの言語で表示されるが、簡易チャットでの発言は相手ユーザーの言語に翻訳されて表示される。
| メーカー名                               | ラウンジ名                                  | 概要 |
| ---------------------------------------- | ------------------------------------------- | --- |
| ソニー・ コンピュータ エンタテインメント | TOKYO GAME SHOW 2011 特設シアター           | 東京ゲームショウで流された映像やトレイラーが上映される。                                                         |
| SONY                                     | FevaArena（フィバアリーナ）グローバルピッチ | 国内版FevaArenaとほぼ同じラウンジ。また、色区分では緑となっているが、実際の入場制限は13歳以上となっている。      |
| E3                                       | 2011 SCEA E3® Theater                       | 2011年版E3の北米向けSONYのプレスカンファレンスをライブ中継した。他にもゲームのPVや実際のブースの様子が流された。 |
| E3                                       | 2011 SCEA E3® Booth                         | 2011年版E3のSONYブースを模したラウンジ。新作ゲームのPVやゲーム上ではあるがPlayStation Vitaの試遊ができた。       |
| E3                                       | 2012 SCEA E3® Theater                       | 2012年版E3の北米向けSONYのプレスカンファレンスをライブ中継した。他にもゲームのPVや実際のブースの様子が流された。 |
| E3                                       | 2012 SCEA E3® Booth                         | 2012年版E3のSONYブースを模したラウンジ。新作ゲームのPVやミニゲーム等。                                           |

### インスタンス
ラウンジ単位で64人という上限を設けて、リアルタイムで同じラウンジを増減させてラウンジ内の混雑回避をしている。
無論、本当に1ラウンジ64人に制限すればアクセスしてくる全員を収容するのは不可能なので、実際には同一のラウンジを必要個数分用意する。このラウンジの複製単位をインスタンスと呼ぶ。
このインスタンスは各ラウンジ内の人数によって動的に増減される。またインスタンスを見分ける方法はユーザーには無い。
従って、たとえ同じラウンジに居ても各インスタンスは独立しているので、インスタンス違いで会えない可能性がある。この場合は「フレンドのところに行く」、「フレンドを呼ぶ」コマンドやクラブハウスを使えば同じインスタンスに割り当てられるので、会う事が出来るようになる。

## クラブ
ユーザーがクラブを作ることができる。クラブには専用の個室であるクラブハウス「ベーシック」が与えられ（将来は別売りのプレミアムクラブハウスも提供する予定）、そのクラブのメンバーのみが入室できる。ホームスクエア内にクラブハウスの建物は無く、メニューパッド内のクラブメニューから移動する。
クラブの最大人数は32人。ユーザーは最大5つまで掛け持ちでクラブに参加できる。

### 課金
クラブ開設者はリーダーとなり、30日毎に500円の開設料が掛かる。なお、開設権購入の自動引き落としは無く、更新期限までに継続手続きと支払いが無ければ自動的に解散となる。ただし、継続の課金については現在は見送られている。クラブの課金形態については引き続き検討し、決定次第課金開始まで90日の猶予を持って公表される。

#### 継続課金の経緯
- オープンβ開始時

オープンβ開始記念として初回の開設権購入で2009年春まで無料継続。
- 2009年春

何も発表無く、そのまま無料継続が続行。
- 2009年6月18日

少なくとも2009年中の継続課金はしない旨発表。
- 2009年12月4日

2010年3月31日までは継続課金をしない旨発表。
- 2010年3月29日

継続課金はしばらく行わない旨と継続課金開始決定時の猶予期間の発表。

### リーダー、サブリーダー
開設料を支払ったクラブのオーナーは自動的にリーダーに指名される。リーダーになれるのは1つのクラブのみで、それは自分が開設する事ができるのも同時には1つである事も意味する。
リーダーはメンバーからサブリーダーを4名まで指名することが出来る。サブリーダーを辞めるには、リーダーが降格させる必要がある。
リーダーがクラブを辞めるには解散するしか方法が無く、他のユーザーへの譲渡はできない。
クラブへの招待状を送ったり、除名も可能。
クラブハウスにはメッセージボードが置かれていて、リーダーとサブリーダーがメッセージを書き残すことが可能。メッセージは16個まで保持される。クラブハウスから強制退出させる事も可能。リーダーはクラブハウスに家具を設置出来る。
リーダーはブラックリストで特定ユーザーをクラブへの参加禁止にする事が出来る。

### クラブ名
正式名称を全角21文字まで、略称（タグ）を半角英数字で8文字まで設定出来る。連続した7つ以上の数字も禁止。
一度使われたクラブ名は将来にわたって重複禁止であり、解散後であっても二度と使う事が出来ない。

## ゲームセッション
ゲーム側が対応していれば、Home内でセッションを組んでオンライン対戦などが出来る。無論、セッションに参加する人全員がそのゲームソフトを持っている必要がある。セッションに対応しているゲームは現在以下の通り。
- みんなでスペランカー
- STREET FIGHTER IV
- パチパラ15 〜スーパー海IN沖縄2〜

他にもHome内からゲームの起動が出来るものもある。

## リワードアイテム
Home内やゲームの中には、条件達成などでHome用アイテムがもらえる事がある。これを「リワードアイテム」と呼ぶ。リワード (reward) とは報酬、褒美という意味。リワードアイテムは、パーソナルスペースに飾れる物やアバター用の衣装など種類も多岐にわたっており、取得可能期間に制限が設けられるアイテムもある。その他、個別ゲームソフトをプレイする事で手に入るアイテムもある（例:バイオハザード5を1回クリアでアルバート・ウェスカーのサングラスが手に入る 等）。

## ナビゲーター
バージョン1.35で、ワールドマップが廃止されてナビゲーターに置き換わった。
ナビゲーターはログイン直後の最初の画面になり、最初に移動するラウンジを選択出来る。またメニューパッドからもナビゲーターに切り替え可能。
移動先のラウンジ選択には以下のカテゴリーが有る。
- お気に入り

「お気に入り」に登録されているラウンジが表示される。
- おすすめ

イベント開催中など、Home運営がお薦めとして紹介するラウンジ一覧。内容は定期的に更新。
- プライベートラウンジ

パーソナルスペースや所属クラブのクラブハウス一覧。
- パブリックラウンジ

Home内の全てのラウンジ一覧。旧ワールドマップ相当。
- フレンド

フレンド一覧。フレンドがHomeアクセス中ならば、存在場所が表示される。フレンドが居る所がパーソナルスペースならメッセージ送信可能で、ラウンジなら同じラウンジに移動出来る。
ナビゲーター使用中にラウンジのバックグラウンドダウンロードも可能。お気に入りラウンジの追加、削除も出来る。

## PS Home運営チーム係員
HomeJapan○○というIDで、イベントのサポート等で運営の係員がHomeに実際にアクセスしてくる事がある。IDの○○は数字。外見は統一されており、犬の頭になっている。容姿は「イブの時間劇場版スペシャルトーク」や「照英兄貴のGAME CAMP!! PS Home特別編」を参照。

## 開発環境
- Home Development Kitはβテストより前に、既にバージョン1.4となっていた。
- ナビゲーターを経由してサードパーティーなどのラウンジに移動出来るようになっているため、バーチャルワールド全体の整合性は拡張後も保たれるようになっている（パーソナルスペースやクラブハウスの出入り、ラウンジ群間の行き来等に見られるように必ずしも地理的整合性にはこだわっていない）。
- Homeサーバー内のスクリプト言語はLuaが採用された。
- SCEはサードパーティーなどが作成したスクリプトをHomeサーバーに反映する前に事前検証すると表明している。
- Homeには基本的な物理演算機能が搭載されているため、3Dモデルに対して積み上げるなどといった挙動に対応して積み上がったようにモデルが位置調整されたりするなど自動的にリアルタイムで力学的な動きを見せる。
- PS3の秘密兵器「Playstation Home」の開発ツールを公開 も参照。

## 歴史

### ソニーの3Dチャットの歴史
- 1996年：VRMLマルチユーザースイートのCommunity Placeが発売される。
- 1997年2月6日：Community Placeを利用したさぱりが開始される。
- 1998年5月12日：Community Placeを利用したPAWが開始される。
- 2000年12月18日：こみゅー3DがSo-netにより開始される。
- 2001年3月2日：ソニーマーケティングが、3次元空間で動画をストリーミング再生させられるSpaceStreamを発表。

### PlayStation Homeの歴史
| 日付            | 内容 |
| --------------- | --- |
| 2007年3月7日    | Game Developers Conference2007でHomeが発表される。 |
| 2007年5月2日    | 北米で内部スタッフとテスターのみ1万5000人を対象としたクローズドβテストが始まる。 |
| 2007年8月       | クローズドβ第1段階終了。約5万人を対象としたクローズドβテスト第2段階開始。 |
| 2007年9月       | 当初予定では2007年10月頃にサービス開始予定だったが、2008年春まで延期と発表される。 なお、後に再延期され「2008年秋」と一時は発表された。 |
| 2008年2月1日    | 日本語版公式サイトリニューアルオープン。 |
| 2008年4月22日   | 夏に日本でのクローズドβテストの実施。また秋にオープンβサービス開始予定である事を発表。 |
| 2008年7月31日   | クローズドβテスト参加者募集開始（8月11日まで）。 |
| 2008年8月21日   | クローズドβテスト開始。 |
| 2008年9月4日    | クローズドβテストのテスター追加。 |
| 2008年9月11日   | PS Homeで初めてのイベント、クイズラリーを開催（9月25日まで）。 |
| 2008年9月18日   | 2度目のクローズドβテスター追加。 |
| 2008年9月26日   | ファミ通カフェオープン。 |
| 2008年9月26日   | イベント「太陽と海からの贈り物」が開始（10月8日まで）。 |
| 2008年10月2日   | 第1回ユーザー意識調査の結果発表。 |
| 2008年10月2日   | イベント向上アンケート「クイズラリーイベントについて」開始（10月8日まで）。 |
| 2008年10月9日   | 「TGS2008 SCEブース」ラウンジが期間限定でオープン（12月4日まで） ファミ通カフェにて、「ファミ通×TGS2008×PS Homeクイズチャレンジ」（10月9日 - 22日）、 「ハロウィンクイズチャレンジ」（10月23日 - 30日）を開催 TGSのSCEのプレゼンテーションにて、年内にオープンβテストサービス開始予定である事が発表される。 また、10月末から11月上旬にかけて最終の大規模クローズドβテストに移行する予定と発表される。                                                              |
| 2008年11月21日  | クローズドβテスターが大規模追加され、バージョンが0.98から1.00へバージョンアップ。 バーチャルPSPの廃止、チュートリアルの追加、 アバタープリセットの変更・追加、クラブ機能追加、ジェスチャー機能の変更・追加、他。 |
| 2008年11月28日  | バージョン1.01にアップデート。各種不具合修正。 |
| 2008年12月4日   | バージョン1.02にアップデート。各種不具合修正。 マーケットプレイスの負荷テスト（各店舗にアイテムが追加）。ダーツランキング大会の開始（12月11日まで）。 ホログラム投影。 「TGS2008 SCEブース」ラウンジ終了。 |
| 2008年12月11日  | 世界同時にクローズドβテスター以外にも解放。 メンテナンス延長により、日本時間では翌12日午前6時頃に開始。バージョンは1.03に。 このバージョンで各種不具合修正、マーケットプレイスのアイテム追加及び有料化。更にクラブも有料化された。 「みんGOL」ラウンジ、「SIREN」ラウンジがオープン。また、シアターがリニューアルされた。 なお、日本国外では同日にオープンβを開始とのアナウンスがされ、日本での発表とは異なる。 パーソナルスペース「サマーハウス」発売開始。       |
| 2008年12月18日  | バージョン1.04にアップデート。 各種不具合修正、ボイスチャット機能一時的に停止（再開時期は後日公表、フレンドへの電話機能は継続）。 - ナムコミュージアムラウンジ「キャロット NBGI」がオープン。 - ソフトウェアメーカーとのコラボアイテムを販売（SCE、日本一ソフトウェア、バンダイナムコゲームス）。 - イベント「空からの白い贈り物」開始（2009年1月7日まで）。 - イベント「変化し続ける世界」開始（Home内看板、2009年1月7日まで）。 - 天候の変化が追加。飛行船登場。 |
| 2008年12月22日  | バージョン1.05にアップデート。 ボイスチャット機能一時停止をパーソナルスペース及びクラブハウス内で解除。 イベント「PS Home のあそこで」開始（2009年2月12日まで）。 |
| 2009年2月6日    | バージョン1.10にアップデート。 |
| 2009年2月14日   | 「バレンタインイベント」実施（1日限定） |
| 2009年2月26日   | バージョン1.11にアップデート。 |
| 2009年3月19日   | 「みんなでスペランカー」ラウンジ公開。 |
| 2009年3月26日   | 「バイオハザード5 撮影スタジオ」機能拡張。 |
| 2009年4月23日   | 「魔立邪悪学園」ラウンジ公開。 |
| 2009年5月14日   | パーソナルスペース「ログキャビン」発売開始。 |
| 2009年5月21日   | バージョン1.21にアップデート。 |
| 2009年6月2日    | バージョン1.22にアップデート。 |
| 2009年6月12日   | PlayStation Home × ピアプロのコラボイベントを期間限定で開催（7月16日まで）。 |
| 2009年6月18日   | 「ミュージックカフェ」オープン。 パーソナルスペース「ペントハウス」発売開始。 |
| 2009年6月25日   | 2008年12月18日及び2009年5月28日に発生したリワードシステム障害の復旧。 |
| 2009年7月11日   | 「等身大ガンダム」ホームスクエアに立つ。期間限定公開。 |
| 2009年7月30日   | 「ストIV S.I.N.の秘密基地」ラウンジ公開。 「ピクチャーフレーム」販売開始。 |
| 2009年8月13日   | 「思い出のあの海岸」ラウンジ公開。 |
| 2009年8月14日   | 「トロとラジオ体操」イベントを期間限定で開催（8月31日まで）。 |
| 2009年8月20日   | バージョン1.23にアップデート。 |
| 2009年8月21日   | 「機動戦士ガンダム戦記PV視聴」イベント開催（8月24日10時まで）。 |
| 2009年8月27日   | 「SOCOM：戦術司令部」ラウンジ公開。 「Miku Cafe vol.1 -2nd Anniversary-」イベント開催（9月3日まで） 「Miku Cafe vol.1」アンケート開始。 |
| 2009年9月3日    | 「機動戦士ガンダム戦記PV視聴 第2弾」イベント開催（9月7日10時まで）。 「RAINBOWグランプリ」イベント開催。 Rollyジュークボックス設置。 |
| 2009年9月7日    | 日本コカ・コーラによる「PlayStation Home × ジョージア キャンペーン」イベント開催（12月17日24時まで）。 |
| 2009年9月10日   | 「Resistanceステーション」ラウンジ公開。 等身大ガンダム公開終了。 |
| 2009年9月24日   | 「PixelJunkミュージアム」ラウンジ公開。 「TGS2009 スペシャル映像配信」イベント開催（10月1日まで）。 「ゲームショウで逢いまショウ」イベント開催（9月27日まで）。 『ロストプラネット2Co-op』体験版が起動できるバイタルスーツがホームスクエアに設置される。 |
| 2009年10月1日   | バージョン1.30にアップデート。 「映画「カイジ 〜人生逆転ゲーム〜」 × YUI in PlayStation®Home」イベント開催（10月14日まで）。 「ソニー製品アンケート」イベント開催（10月7日まで）。 |
| 2009年10月8日   | 利用規約改訂。 ポータブルアイテムにカメラが追加。 エレクトロニック・アーツ関連ラウンジが一斉に公開。 「映画「カイジ 〜人生逆転ゲーム〜」 × YUI in PlayStation®Home」アンケート開催（10月14日まで）。 パーソナルスペース「MotorStorm® Monument Valley Camp」「ヴィサリの謁見室」発売開始。 |
| 2009年10月23日  | バージョン1.32にアップデート。 |
| 2009年10月26日  | Happy Halloween 2009開催（10月31日まで）。 |
| 2009年10月29日  | 「鉄拳6」 三島ビル：娯楽フロアラウンジ公開。 |
| 2009年11月19日  | ラチェット&クランク®:タイムトラベラーズラウンジ公開。 パーソナルスペース「ラチェット&クランク®：お家がイチバン!」「ロコアイランド」発売開始。 |
| 2009年12月1日   | Any Music Presents「X'MAS SPECIAL LIVE 2009 WINTER」× PS Home がスタート（12月13日まで）。 |
| 2009年12月3日   | ソニーとFIFAは、2010年FIFAワールドカップの映像を3D化する契約を締結し、3D以外の取り組みの一つにPlayStation Homeとタイアップして、サッカースタジアムをイメージしたラウンジ「FevaArena（フィバアリーナ）」を全世界で順次開設。2010 FIFAワールドカップを盛り上げていくことを発表。 |
| 2009年12月10日  | 1周年記念セール開催（2010年1月7日まで）。 |
| 2009年12月14日  | 1周年記念アンケート開催（12月25日まで）。 |
| 2009年12月17日  | クリスマスイルミネーション開催（12月25日まで）。「エデン・聖府代表展望室」無料配布開始。国内100万アカウント突破。 |
| 2009年12月19日  | 『ライアーゲーム ザ・ファイナルステージ』予告編ムービー上映イベント開催（期間未定）。 |
| 2010年1月7日    | 「ムイムイ客船」ラウンジ公開。 |
| 2010年1月14日   | 「Pixel Junkシューター マザーシップハンガーデッキ」ラウンジ公開。 |
| 2010年1月21日   | 「S THE STORIES」×「FevaArena」コラボレーションイベント（3月3日まで）。 |
| 2010年1月29日   | THE IDOLM@STER SPECIAL LIVE がスタート（2月8日まで）。 |
| 2010年2月2日    | ライアーゲームクイズイベント開催。 |
| 2010年2月11日   | 「『真・三國無双Online』回廊」・「LIAR GAMEラウンジ」公開。 |
| 2010年2月16日   | ライアーゲーム「不平等な多数決ゲーム」開催（4月19日まで開催）。 |
| 2010年2月18日   | 「イブの時間」特別上映開始（4月8日まで開催）。 |
| 2010年2月25日   | 「銀玉人情商店街」公開。 |
| 2010年2月26日   | 「イブの時間」スペシャルトーク開催。 |
| 2010年3月11日   | バージョン1.35にアップデート。 |
| 2010年3月18日。 | 「FevaArena（フィバアリーナ）ピッチ」公開。 |
| 2010年4月1日    | アイレムがエイプリルフール限定イベント「セミファイナリスト ファンタジア 〜暗黒女王の嘘泣き伝説〜」開催。 |
| 2010年4月15日   | PS Home×『照英兄貴のGAME CAMP!!』PS Home特別編上映イベント開始。第1弾リトルビッグプラネット編。 |
| 2010年4月22日   | 「週刊トロ・ステーションラウンジ」公開。 パーソナルスペース「トロのおへや」発売開始。 Earth F.C.キャンペーン開始。 |
| 2010年4月29日   | 「MotorStorm Carrier」ラウンジ公開。 |
| 2010年5月6日    | PS Home×『照英兄貴のGAME CAMP!!』PS Home特別編上映。第2弾PS Home前編。 |
| 2010年5月13日   | 「リトルビッグプラネット プレイグランド」ラウンジ公開。 パーソナルスペース「リトルビッグプラネット ポッドハウス」発売開始。 |
| 2010年6月1日    | バージョン1.36にアップデート。 |
| 2010年6月10日   | 「FevaArena（フィバアリーナ）グローバルピッチ」公開。 |
| 2010年6月17日   | パーソナルスペース「武家屋敷」発売開始。 |
| 2010年7月1日    | 「Sodium One」関連ラウンジ公開。 |
| 2010年7月15日   | 「ハドソンゲート」公開、パーソナルスペース「ドルフィールーム」販売開始。 |
| 2010年8月5日    | 「アサシン・クリード」関連ラウンジ公開。 |
| 2010年8月6日    | 「嘘つき達の少数決ゲーム」開幕。2011年1月10日まで。 |
| 2010年8月12日   | パーソナルスペース「ゴーストバスターズ 消防署 撮影現場」販売開始 FevaArena関連ラウンジ公開終了。 |
| 2010年9月2日    | オフィシャルサイトに「クラブスペース」、「お気に入りアルバム」機能追加。 |
| 2010年10月18日  | パーソナルスペース「ミュージカリティー・クラブ」販売開始。 |
| 2010年10月28日  | パーソナルスペース「海賊船ガレオン」販売開始。 |
| 2010年11月4日   | マクロス×PS Home スペシャルキャンペーン開始。第1弾はシアターでマクロスシリーズ各1〜2話上映。 「ドットニア城」ラウンジ公開。 |
| 2010年11月11日  | バージョン1.40にアップデート。 |
| 2010年11月30日  | PlayStation Home 2周年記念キャンペーン。 |
| 2010年12月9日   | パーソナルスペース「Assassin's Creed」販売開始。 |
| 2010年12月15日  | バージョン1.41にアップデート。 |
| 2010年12月16日  | 「ドラゴンズ・グリーン」ラウンジ公開。 「大航海時代 Online酒場」ラウンジ公開。 「信長の野望 Online戦国の城」ラウンジ公開。 マクロス×PS Home スペシャルキャンペーン第2弾 マクロスカフェ開催。 |
| 2011年1月27日   | ポータブルアイテム販売開始。 |
| 2011年2月10日   | パーソナルスペース「癒しのレイクハウス」販売開始。 |
| 2011年2月24日   | 「魔界戦記ディスガイア4」ラウンジ公開。 |
| 2011年3月3日    | パーソナルスペース「PC原人式住居」販売開始。 「マクロスF超時空スーパーライブ 特設ステージ」ラウンジ公開。 |
| 2011年3月10日   | 200万アカウント達成記念キャンペーン開催。(3月31日まで) |
| 2011年4月14日   | 「アメリカン・カーニバル」公開。 |
| 2011年4月20日   | バージョン1.50にアップデート。 |
| 2011年6月16日   | バージョン1.51にアップデート。 |
| 2011年6月30日   | バージョン1.52にアップデート。 「nDreams オーロラ」ラウンジ公開。 |
| 2011年7月7日    | 「Sodium2」ラウンジ公開。 |
| 2011年7月14日   | 「南の島の隠れ家」ラウンジ公開。 |
| 2011年7月23日   | マクロスF 超時空スーパーライブ開演。(7月30日まで全7回公演) |
| 2011年8月11日   | 「大江戸・大商店と長屋」ラウンジ公開。 |
| 2011年8月25日   | 「peakvox labs」ラウンジ公開。 |
| 2011年9月1日    | 「アイレム広場」ラウンジ公開終了。 「思い出のあの海岸」ラウンジ公開終了。 「真ゲ・キトー草原」ラウンジ公開終了。 「閃光煌く宇宙空間」ラウンジ公開終了。 「洞窟探検家が集う場所」ラウンジ公開終了。 「コウモリ啼く採掘場跡」ラウンジ公開終了。 「合戦場の茶屋にて待つ」ラウンジ公開終了。 「アイレム本社ビル？」ラウンジ公開終了。 「秘密結社のアジト」ラウンジ公開終了。                                                                                           |
| 2011年9月8日    | パーソナルスペース「私だけの隠れ家」販売開始。 |
| 2011年9月15日   | 「東京ゲームショウ2011期間限定特設シアター」ラウンジ公開。2011年9月29日まで。 |
| 2011年9月22日   | パーソナルスペース「江戸長屋」販売開始。 |
| 2011年9月29日   | バージョン1.55にアップデート。 「大江戸・モノノケ退治」ラウンジ公開。 |
| 2012年6月       | クローバル、ラウンジE3 2012が全世界で開催された。注目アイテムはスカイ、クーパーの着ぐるみ、である |
| 2013年9月       | ソニー・コンピュータエンタテインメントジャパンアジアが管轄する日本での新規コンテンツの配信を終了。 |
| 2014年3月12日   | バージョン1.86にアップデート。トロフィー機能を追加、ポータブルアイテムのミュート機能を追加。 |
| 2014年9月24日   | ソニー・コンピュータエンタテインメントジャパンアジアが管轄する日本およびアジアでの有償アイテムの販売を終了。 |
| 2015年3月31日   | ソニー・コンピュータエンタテインメントジャパンアジアが管轄する日本およびアジアでのサービスを終了。 |

## 問題
- β版のサービスが始まって早々、女性アバターに対しセクハラや嫌がらせが一部のユーザーによって行われているということがユーザー報告で分かった。SCEは「いまだにオープンβの段階であるため対策は検討しており、これは直ちに解決しなければならない問題だ」としており、ボイスチャット機能の利用制限や運営への通報機能などが強化された。
- ユーザーの得たリワードアイテムの一部または全部が、無条件で消失してしまう不具合が存在し、過去複数回に渡り、数多くのユーザーのリワードアイテムが消失した経緯がある。これに対してSCEは2010年10月15日に「ホームリワードが消失しないような対策を施し、また、可能な限り復旧したホームリワードデータを、現状のデータに統合させる」との見解と、今後の更新予定を公示した。
- PlayStation Homeはラウンジの読み込みでバックグラウンドダウンロードを用いる為、Home起動中はtorneでの録画が実行できない。